# Polyyn

Structuurformule van butadiyn.

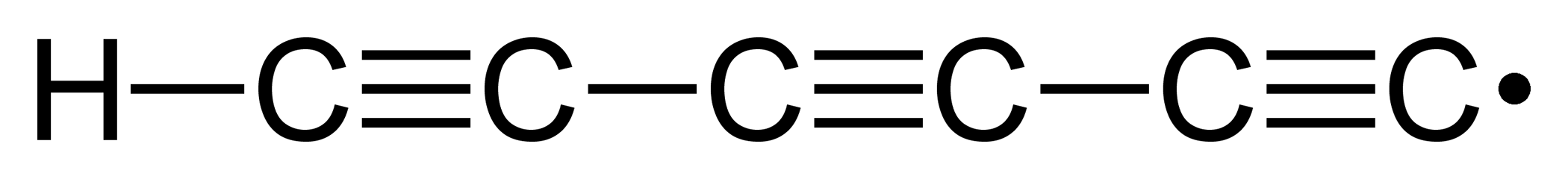
Structuurformule van het hexatriynyl-radicaal.

Structuurformule van cicutoxine.

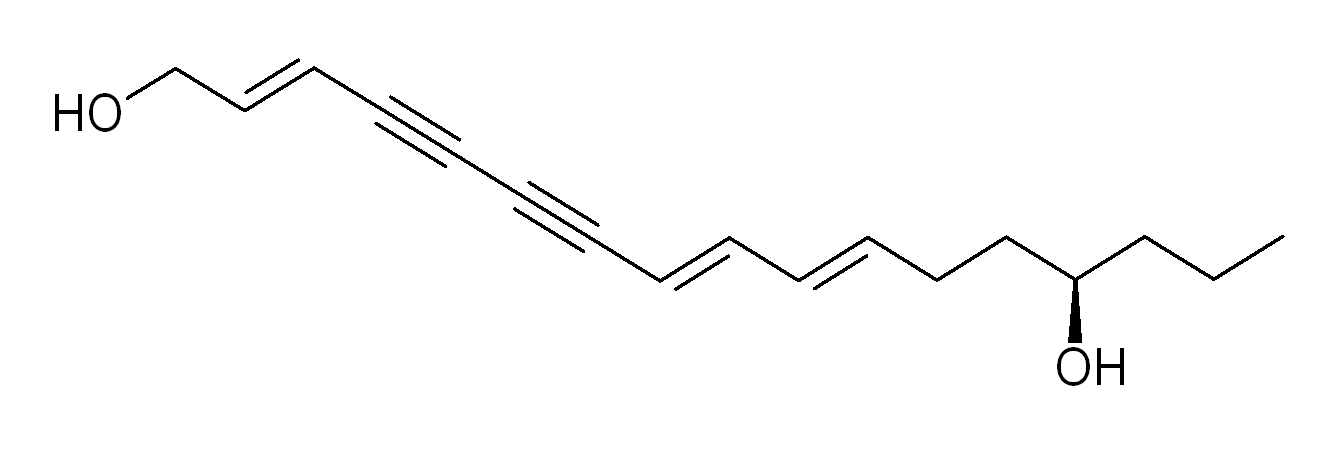
Structuurformule van oenanthotoxine.

Een polyyn of polyalkyn is een organische verbinding die bestaat uit een afwisseling van enkelvoudige en drievoudige bindingen. Het is de alkynvariant van een geconjugeerd systeem, waarbij enkelvoudige en dubbele bindingen elkaar afwisselen. De koolstofatomen die deelnemen aan het polyyn-systeem zijn sp-gehybridiseerd. Het meest eenvoudige voorbeeld van een polyyn is het diyn (twee drievoudige bindingen) buta-1,3-diyn (HC≡C-C≡CH).
Samen met cumulenen en allenen zijn polyynen verbindingen met een starre koolstofketen en daarom uitermate schikt om te gebruiken in de nanotechnologie. Polyynen worden onder meer teruggevonden in moleculaire wolken (als vrije radicalen) en in bepaalde planten. In die laatste context worden ze voornamelijk voor farmaceutische doeleinden gebruikt. Cicutoxine (uit planten van het geslacht Cicuta) en oenanthotoxine (uit dodemansvingers, Oenanthe crocata) zijn voorbeelden van - giftige - polyynen die uit planten geïsoleerd zijn.